# 海神喷泉 (纳沃纳广场)

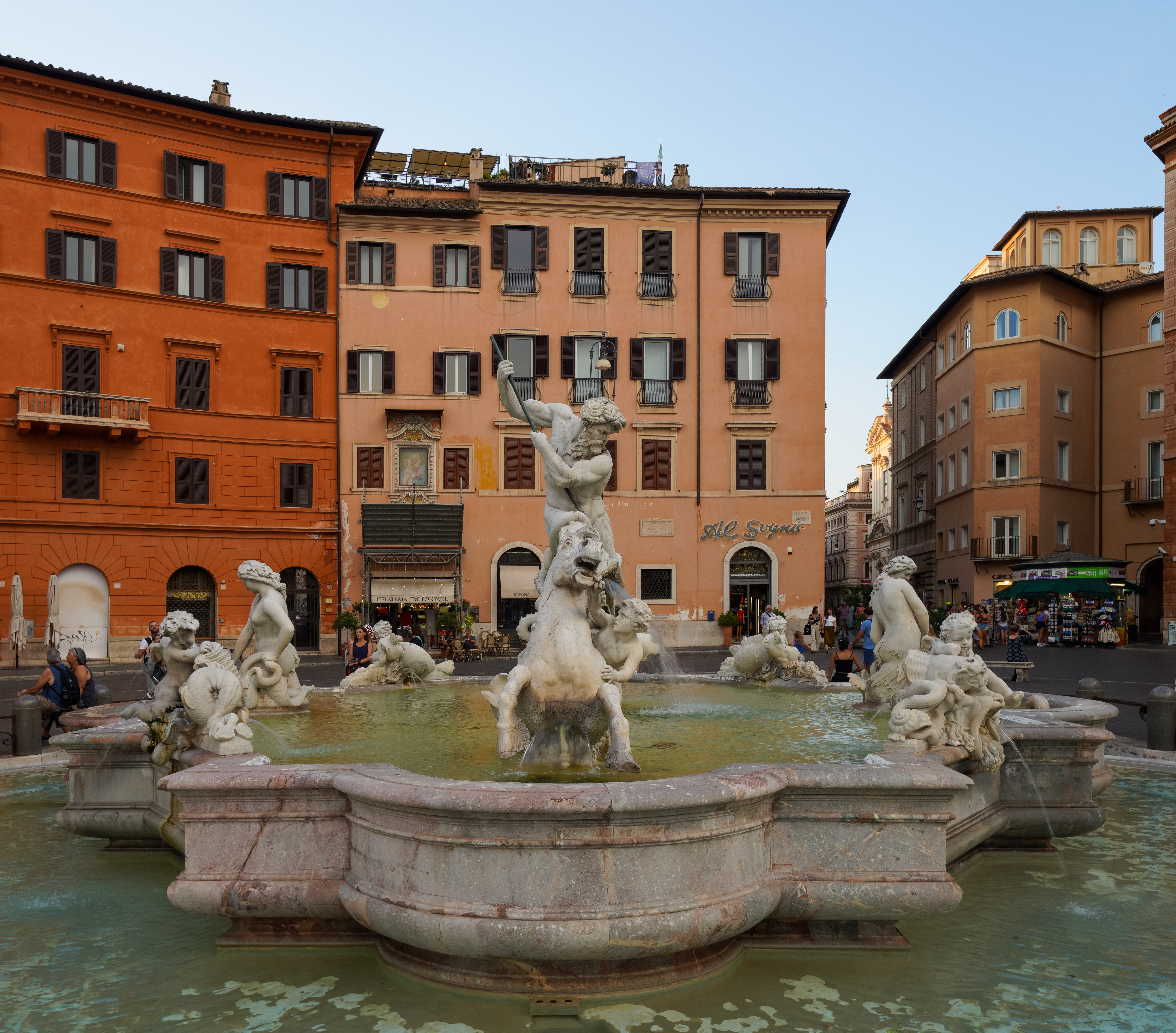
海神喷泉

海神喷泉（義大利語：Fontana del Nettuno）是意大利罗马的一个喷泉，位于纳沃纳广场的北端。
1570年恢复罗马Aqua Virgo渡槽后，立即开始将供水管延伸至战神广场地区，这是该市人口最稠密的地方。修复供水管时，在市内兴建了几个喷泉。海神喷泉（没有雕塑）和在广场另一边的摩尔人喷泉均由贾科莫·德拉·波尔塔设计，由教宗额我略十三世资助。下部采用白色大理石，上部采用当地石材。在接下来的300年，喷泉保留，没有雕像。
19世纪基础设施的发展，减少对城市喷泉饮用和洗涤用途的依赖，但增加了他们的视觉和政治上的重要性，特别是1870年意大利统一，罗马成为意大利首都后。目前的喷泉完成于1878年，增加了“海神与章鱼的战斗”雕塑。雕像是在1873年后加入，以平衡摩尔人喷泉雕像位于广场南部，四河喷泉位于广场中部。